# Sængerkrieg
Sængerkrieg est le huitième album du groupe de Medieval rock allemand In Extremo. L'album fut publié le 9 mai 2008 et fut précédé par le single Frei zu sein. Le deuxième single était Neues Glück. L'album atteint pour la toute première fois dans l'histoire du groupe la première place dans les Media Control Charts en Allemagne. L'édition limitée de l'album contient un DVD bonus avec un Making of de l'album, un petit documentaire sur les membres du groupe et le spectacle intégral du Wacken Open Air en 2008.

## Liste des chansons
1. Sieben Köche 2:56
2. Sængerkrieg 3:56
3. Neues Glück 3:25
4. En esta noche 4:02
5. Mein Sehnen 4:13
6. Flaschenpost 4:05
7. Requiem 3:56
8. Frei zu sein 3:35
9. Zauberspruch 4:05
10. In diesem Licht 4:42
11. Tanz mit mir 4:06
12. An end has a start 3:53
13. Mein liebster Feind 4:06
14. Auf's Leben 4:19

## Origines et thèmes des chansons
- "Sieben Köche" (Sept cuisiniers) est une description métaphorique du groupe. Le groupe se décrit d'une manière ironique comme un ensemble de cuisiniers qui produit des ingrédients divers pour trouver la meilleure recette pour une de leurs compositions.
- "Sængerkrieg" (Guerre des chanteurs) fait allusion à l'événement historique de la "guerre des chanteurs" qui a eu lieu sur la Wartburg au treizième siècle et où plusieurs poètes allemands fameux faisaient une sorte de compétition acharnée. In Extremo transfèrent cet événement dans le temps présent en faisant allusion à la concurrence et les rivalités dans le Medieval rock allemand.
- "Neues Glück" (Nouveau bonheur) raconte l'histoire d'un jeune vagabond ou trambadour qui se promène de village en village afin de trouver son bonheur et sa liberté.
- "En esta noche" (Dans cette nuit) est une chanson qui avait été rédigée en allemand par le groupe et qui fut traduit en espagnol par la suite. La chanson parle tout simplement d'un homme qui raconte une fille dans la rue avec laquelle il passe une nuit passionnée.
- "Mein Sehnen" (Mon envie) est une chanson avec un texte assez métaphorique et difficile à interpréter. Elle parle d'un homme qui est à la recherche de son âme sœur et qui regrette ses comportements et surtout son orgueil du passé qu'il interprète comme des mensonges.
- "Flaschenpost" (Bouteille à la mer) décrit les pensées d'un jeune homme obsédé par des désirs sexuels qui veut envoyer une bouteille à la mer dans le but de trouver une partenaire pour réaliser ses passions pervertes dont il parle ouvertement.
- "Requiem" est une chanson d'après un poème de François Villon.
- "Frei zu sein" (Être libre) est une chanson qui parle de la liberté. Le vidéo qui était tourné pour cette chanson fait allusion au film Vol au-dessus d'un nid de coucou.
- "Zauberspruch" (Formule magique) est une vieille formule magique estonienne qui parle comment chasser les esprits d'une maladie.
- "In diesem Licht" (Dans cette lumière) est une autre chanson dont les paroles sont difficiles à interpréter. On peut constater qu'une personne essaie de calmer l'autre par laquelle elle est très impressionnée.
- "Tanz mit mir" (Danse avec moi) parle d'une personne qui a des souffrances à supporter et qui n'apprend pas de ses fautes, mais qui se laisse aller en appréciant sa vie et demande à un inconnu de danser avec lui et de célébrer sa joie.
- "An end has a start" est une reprise de la chanson du même titre du groupe Editors.
- "Mein liebster Feind" (Mon cher ennemi) parle d'une personne qui se fait toujours dévaloriser et prendre ses choses et qui jure la vengeance à ceux qui l'ont mal traités.
- "Auf's Leben" (À la vie) parle d'une personne âgée qui boit fraternellement avec une autre personne très jeune et innocente à la vie.